# Semonina semones
Semonina semones is een vlinder uit de familie van de Lycaenidae. De wetenschappelijke naam van de soort werd als Thecla semones in 1887 gepubliceerd door Godman & Salvin.